# Pignatelia
Pignatelia war ein italienisches Volumenmaß und entsprach etwa einer Kanne. Das Maß war in Apulien und einigen Orten von Kalabrien verbreitet.
- 1 Pignatelia = 1 Pinte (Pariser) = etwa 0,95 Liter